# Lumpazivagabundus (1965)
Lumpazivagabundus ist eine österreichisch-deutsche Filmkomödie von Edwin Zbonek aus dem Jahr 1965 mit Kurt Sowinetz, Helmut Qualtinger und Alfred Böhm in den Hauptrollen. Der Geschichte liegt das Theaterstück Der böse Geist Lumpacivagabundus von Johann Nestroy zugrunde.

## Handlung
Der Kern der Geschichte um die Versuchung dreier einfacher und rechtschaffener Männer durch den Teufel Lumpazivagabundus wurde beibehalten. Die drei sich auf der Walz befindlichen Handwerksburschen, der Schneider Zwirn, der Tischlergeselle Leim und der Schuster Knieriem, sind durch den Kauf eines Lotterieloses über Nacht reich geworden. Tischlergeselle Leim weiß noch am ehesten etwas Sinnvolles mit seinem Gewinn anzufangen und heiratet Pepi, die Tochter seines Meisters Hoblmann. Der Schneidergeselle Zwirn vergeudet hingegen seinen neuen Besitz nach der Begegnung mit Signora Palpiti, der er bald verfällt und sich ihretwegen in große Unkosten stürzt. Knieriem, ein bulliger Schustergeselle, wiederum bringt seinen neuen Reichtum durch hemmungslosen Alkoholgenuss durch und findet daran nichts Beklagenswertes. Als Leim, entsetzt vom Elend, in das seine beiden Kumpels durch den frischen Geldsegen gestürzt sind, den beiden helfen und ihnen die Rückkehr in eine bürgerliche Existenz ermöglichen will, ziehen Zwirn und Knieriem das begonnene, liederliche Leben der „Wohlanständigkeit“ vor.

## Produktionsnotizen
Lumpazivagabundus wurde am 3. Dezember 1965 in Wien uraufgeführt. In Deutschland wurde der Film ab dem 10. September 1967 gezeigt.

## Kritik
Paimann’s Filmlisten stellte fest, dass diese Neuverfilmung allerlei Neuerungen und Einfälle aufweise, die man bislang noch nicht gesehen habe, der Nestroy’sche Charakter jedoch nicht verloren gegangen sei.

## Einzelnachweis
1. ↑  Lumpazivagabundus (Memento des Originals vom 20. August 2017 im Internet Archive)  Info: Der Archivlink wurde automatisch eingesetzt und noch nicht geprüft. Bitte prüfe Original- und Archivlink gemäß Anleitung und entferne dann diesen Hinweis. in Paimann’s Filmlisten